# انحياز إعلامي
الانحياز الإعلامي هو الانحياز الواضح للصحفيين ومنتجي الأخبار داخل وسائل الإعلام في اختيار العديد من الأحداث والقصص التي يتم الإبلاغ عنها وكيف يتم تغطيتها. يعني مصطلح الانحياز الإعلامي انحياز واسع النطاق وانتهاك لمعايير الصحافة وليس منظور الصحفي أو المقالة الفردية. اتجاه ودرجة تحيز وسائل الإعلام في مختلف البلدان متنازع عليها على نطاق واسع.
تشمل القيود العملية على حيادية وسائل الإعلام عدم قدرة الصحفيين على الإبلاغ عن جميع القصص والحقائق المتاحة وشرط ربط الحقائق المختارة بسرد متماسك. يؤدي نفوذ الحكومة بما في ذلك الرقابة العلنية والسرية إلى تحيز وسائل الإعلام في بعض البلدان مثل الصين وكوريا الشمالية وميانمار. تتضمن قوى السوق التي تؤدي إلى عرض تقديمي متحيز ملكية مصدر الأخبار وتركيز ملكية الوسائط واختيار الموظفين وتفضيلات الجمهور المقصود والضغط من المعلنين.
هناك عدد من مجموعات المراقبة الوطنية والدولية التي تقدم تقارير عن التحيز في وسائل الإعلام.

## التحيز السياسي للولايات المتحدة
يحدث التحيز الإعلامي في الولايات المتحدة عندما تؤكد وسائل الإعلام في الولايات المتحدة بشكل منهجي على وجهة نظر معينة بطريقة تتعارض مع معايير الصحافة المهنية. تشمل ادعاءات التحيز الإعلامي في الولايات المتحدة ادعاءات التحيز الليبرالي والتحيز المحافظ والتحيز السائد وانحياز الشركات والنشطاء. لمكافحة هذا تم تأسيس مجموعة متنوعة من مجموعات المراقبة التي تهدف إلى العثور على الحقائق وراء التقارير المتحيزة والادعاءات التي لم يتم العثور عليها وراء التقارير التي أثبت تحيزها. هذا يتضمن:
- الإنصاف والدقة في إعداد التقارير (FAIR) والتي تم وصفها على أنها كل من التيار الليبرالي واليساري[3][4][5][6][7]
- مركز أبحاث وسائل الإعلام (MRC) وهي مجموعة محافظة وتتمثل مهمتها المعلنة في «إثبات - من خلال البحث العلمي السليم - أن التحيز الليبرالي في وسائل الإعلام موجود ويناقض القيم الأمريكية التقليدية.»[8]

أصبح البحث عن الانحياز الإعلامي الآن موضوعًا لمنح دراسية منتظمة في مجموعة متنوعة من التخصصات.

## الانحياز التأكيدي
الانحياز التأكيدي هو مشكلة رئيسية في الدراسات. تُظهر الأبحاث التي أجريت في دراسات الانحياز الإعلامي في الولايات المتحدة أن المجربين الليبراليين يميلون إلى الحصول على نتائج تقول إن للإعلام انحيازاً متحفظًا في حين يميل المجربون المحافظون إلى الحصول على نتائج تقول إن للإعلام انحياز ليبرالي وأولئك الذين لا يحددون أنفسهم على أنهم أي من الليبراليين أو المحافظين يحصلون على نتائج تشير إلى تحيز ضئيل أو تحيز مختلط.
تهدف دراسة «مقياس الانحياز الإعلامي»  التي أجراها العالم السياسي تيموثي ج. جروسكلوز من جامعة كاليفورنيا في لوس أنجلوس والخبير الاقتصادي جيفري د. ميليو من جامعة ميسوري-كولومبيا إلى تصنيف المنظمات الإخبارية من حيث التوافق مع القيم الليبرالية أو المحافظة النسبية لبعضهم البعض. لقد قاموا باستخدام درجات الأميركيين للعمل الديمقراطي (ADA) كبديل كمي عن الميول السياسية للمنظمات المرجعية. وبالتالي فإن تعريفهم «الليبرالي» يشمل مؤسسة راند وهي منظمة بحثية غير ربحية لها روابط قوية بوزارة الدفاع. يدعي عملهم اكتشاف الانحياز تجاه الليبرالية في وسائل الإعلام الأمريكية.

## جهود لتصحيح الانحياز
التقنية المستخدمة لتجنب الانحياز هي «الرأي/الرأي الآخر» أو «الطاولة المستديرة» وهي صيغة للخصم يعلق فيها ممثلو وجهات النظر المعارضة على القضية. يسمح هذا النهج نظرياً بظهور وجهات نظر متنوعة في الإعلام. ومع ذلك فإن الشخص الذي ينظم التقرير لا يزال يتحمل مسؤولية اختيار الأشخاص الذين يمثلون بالفعل اتساع الرأي وطرح الأسئلة غير الضارة بهم وتعديل تعليقاتهم أو التحكيم عليها بشكل عادل. عند استخدام هذه التقنية بإهمال فإن الرأي/الرأي الآخر من شأنها أن تكون غير عادلة مثل تقرير منحاز بسيط من خلال الإشارة إلى أن الجانب الخاسر قد خسر بسبب مزاياه.
يمكن أن يؤدي استخدام هذا التنسيق أيضًا إلى اتهامات بأن المراسل قد خلق مظهراً مضللاً بأن وجهات النظر لها صلاحية متساوية (تسمى أحيانًا «توازن خاطئ» ). قد يحدث هذا عندما يكون هناك من المحرمات حول إحدى وجهات النظر أو عندما يقوم أحد الممثلين عادةً بادعاءات من السهل إظهار عدم دقتها.
أحد هذه الادعاءات بوجود توازن مضلل جاء من مارك هالبرين المدير السياسي لـإيه بي سي نيوز. وذكر في رسالة بريد إلكتروني داخلية أنه لا ينبغي على المراسلين «تحميل جورج دبليو بوش وجون كيري بشكل مصطنع مسؤولية متساوية أمام المصلحة العامة وأن شكاوي مؤيدي بوش كانت محاولة للتخلص من الجهود المتجددة للفوز في الانتخابات من خلال الإطاحة بالسيناتور كيري». عندما نشر موقع دردج ريبورت المحافظ هذه الرسالة على شبكة الإنترنت اعتبرها العديد من مؤيدي بوش على أنها «دليل قاطع» على أن هالبرين كان يستخدم إيه بي سي للدعاية ضد بوش لصالح كيري من خلال التدخل في محاولات الصحفيين لاجتناب الانحياز.
وجد تحليل المحتوى الأكاديمي لأخبار الانتخابات في وقت لاحق أن التغطية في إيه بي سي وسي بي إس وإن بي إس كانت مواتية تجاه كيري أكثر من بوش في حين كانت التغطية في قناة فوكس نيوز أكثر مواتاة تجاه بوش.
أسلوب آخر يستخدم لتجنب التحيز هو الكشف عن الانتماءات التي قد تعتبر تضارباً محتملاً في المصالح. يتضح هذا بشكل خاص عندما تقوم مؤسسة إخبارية بالإبلاغ عن قصة لها صلة ما بمؤسسة الأخبار نفسها أو لأفراد ملكيتها أو تكتلها. غالبًا ما يتم فرض هذا الكشف بموجب القوانين أو اللوائح المتعلقة بالأسهم والأوراق المالية. غالباً ما يُطلب من المعلقين على الأخبار التي تنطوي على أسهم الكشف عن أي مصلحة ملكية في تلك الشركات أو في منافسيها.
في حالات نادرة قد تقوم إحدى المنظمات الإخبارية بطرد أو إعادة تعيين الموظفين الذين يبدو أنهم متحيزون. تم استخدام هذا النهج في قضية مستندات كيليان وبعد مقابلة بيتر أرنيت مع الصحافة العراقية. يُفترض أن هذا النهج قد تم استخدامه في حالة دان راذر بسبب قصة رآها في 60 دقيقة في الشهر السابق لانتخابات عام 2004 والتي حاولت تدوين السجل العسكري لجورج بوش من خلال الاعتماد على وثائق مزعومة تم توفيرها من قبل بيل بوركيت اللفتنانت كولونيل في الحرس الوطني لجيش تكساس.
أخيراً، لدى بعض الدول قوانين تفرض التوازن في وسائل الإعلام المملوكة للدولة. إذ تخضع سي بي سي وراديو كندا نظيرها للغة الفرنسية لقانون البث منذ عام 1991. ينص هذا الفعل من بين أمور أخرى على:
يتوجب على البرمجة المقدمة من قبل نظام البث الكندي:
- أن تكون متنوعة وشاملة مما يوفر توازنا بين المعلومات والتنوير والترفيه للرجال والنساء والأطفال من جميع الأعمار والاهتمامات
- توفير فرص معقولة للجمهور ليشاهدوا التعبير عن وجهات نظر مختلفة بشأن المسائل التي تهم المصلحة العامة

إلى جانب هذه الأساليب اليدوية فقد تم تطوير العديد من الأساليب (شبه) الآلية بواسطة علماء الاجتماع وعلماء البرمجة. تحدد هذه الأساليب الاختلافات في التغطية الإخبارية والتي من المحتمل أن تكون ناتجة عن تحيز الوسائط وذلك من خلال تحليل البيانات النصية والبيانات الوصفية مثل المؤلف وتاريخ النشر. على سبيل المثال، نيوز كيوب عبارة عن مجمع الأخبار الذي يستخرج العبارات الرئيسية التي تصف الموضوع بشكل مختلف. تستخدم الأساليب الأخرى البيانات النصية والبيانات الوصفية. على سبيل المثال، تجميع الأخبار المستند إلى المصفوفة يمتد عبر مصفوفة على بعدين مثل البلدان الناشرة (التي تم نشر المقالات فيها) والبلدان المذكورة (في أي بلد توجد تقارير مقالة). نتيجة لذلك، تحتوي كل خلية فقط على المقالات التي تم نشرها في بلد ما والتي تقدم تقريراً عن بلد آخر. في مواضيع الأخبار الدولية بشكل خاص يساعد تجميع الأخبار المستند إلى المصفوفات في الكشف عن الاختلافات في التغطية الإعلامية بين الدول المعنية.

## تاريخياً
لقد كان التحيز السياسي سمة من سمات وسائل الإعلام منذ نشأتها مع اختراع المطبعة. تقييد معدات الطباعة المبكرة على إنتاج الوسائط لعدد محدود من الأشخاص. لقد وجد المؤرخون أن الناشرين غالبًا ما يخدمون مصالح المجموعات الاجتماعية القوية.
كان كتيب جون ميلتون أريوباغيتيكا، خطاب لحرية الطباعة غير المرخصة الذي نشر في عام 1644 أحد أوائل المنشورات التي تدعو إلى حرية الصحافة.
بدأ الصحفيون في القرن التاسع عشر بإدراك مفهوم الإبلاغ غير المتحيز كجزء لا يتجزأ من أخلاقيات الصحافة. تزامن ذلك مع ظهور الصحافة كقوة اجتماعية قوية. بالرغم من ذلك وحتى يومنا هذا لا يمكن أن يتجنب الصحفيون الأكثر موضوعية اتهامات التحيز.
مثل الصحف، تم استخدام وسائل الإعلام الإذاعية (الإذاعة والتلفزيون) كآلية للدعاية منذ الأيام الأولى لها وهو اتجاه أصبح أكثر وضوحاً بسبب الملكية الأولية للطيف الإذاعي من قبل الحكومات الوطنية. على الرغم من أن عملية تحرير وسائل الإعلام قد وضعت غالبية وسائل الإعلام الغربية في أيدي القطاع الخاص إلا أنه لا يزال هناك وجود قوي للحكومة أو حتى نوع من الاحتكار في وسائل الإعلام الإذاعية في العديد من البلدان في جميع أنحاء العالم. في الوقت نفسه، أدى تركيز ملكية وسائل الإعلام في أيدي القطاع الخاص وغالباً بين عدد صغير نسبياً من الأفراد إلى اتهامات بالانحياز الإعلامي.

## الانحياز الديني
غالبًا ما تتهم وسائل الإعلام بالتحيز لصالح دين معين أو التحيز ضد دين معين. في بعض البلدان، يُسمح فقط بالتقارير المعتمدة من دين الدولة. في بلدان أخرى، تعتبر التصريحات المهينة حول أي نظام معتقدات جرائم كراهية وغير قانونية.
وفقًا لموسوعة العمل الاجتماعي (الإصدار التاسع عشر) فإن وسائل الإعلام الإخبارية تلعب دور مؤثر في إدراك الجمهور العام للطوائف الدينية. كما ورد في العديد من الدراسات فقد صورت وسائل الإعلام الطوائف على أنها إشكالية مثيرة للجدل وتهديد من البداية وتميل إلى تفضيل القصص المثيرة على المناقشات العامة المتوازنة.
في عام 2012 جادل هافينغتون بوست كاتب عمود جاك برلينربلاو بأن العلمانية كثيراً ما يتم إساءة تفسيرها في وسائل الإعلام باعتبارها كلمة أخرى للإلحاد قائلاً: «العلمانية من أكثر المفردات التي يتم إساءة فهمها والتلاعب بها في المعجم السياسي الأمريكي». كثيراً ما يساويها المعلقون على اليسار واليمين مع الستالينية والنازية والاشتراكية من بين معتقدات أخرى مرعبة وقد ظهرت في الولايات المتحدة في الآونة الأخيرة معادلة كاذبة أخرى والتي من شأنها أن تكون ربط العلمانية الذي لا أساس له بالإلحاد وذلك منذ بداية السبعينات على الأقل.

## اقرأ أيضاً
- انحياز
- إعلام